# (6877) Giada
(6877) Giada (1994 TB2) – planetoida z pasa głównego asteroid okrążająca Słońce w ciągu 3,54 lat w średniej odległości 2,32 j.a. Odkryta 10 października 1994 roku.